# Scheherazade and Other Stories
Albums de Renaissance
Turn of the Cards
(1974) Live at Carnegie Hall
(1976)
Scheherazade and Other Stories est le sixième album studio du groupe rock progressif britannique Renaissance, sorti en 1975. Certains critiques considèrent que c'est leur meilleur album, alors que d'autres préfèrent les albums précédents. Il s'agit du premier album dans lequel Renaissance (version d'Annie Haslam) n'a pas utilisé de citations de pièces classiques et le premier à ne comporter aucun crédit d'écriture de chanson des membres d'origine. Contrairement à la croyance populaire, Song of Scheherazade n'est pas basé sur la Schéhérazade de Nikolai Rimsky-Korsakov, mais présente un motif récurrent de six notes qui fait allusion à cette œuvre.

## Historique

### Enregistrement et production
L'album Scheherazade and Other Stories est enregistré en mai 1975 aux studios Abbey Road à Londres au Royaume-Uni par l'ingénieur du son John Kurlander assisté de Patrick Stapley,,.
L'album est produit par David Hitchcock et Renaissance et les arrangements orchestraux sont réalisés par Tony Cox,,.

### Publication et réédition
L'album sort en 1975 en format disque vinyle long play (LP) au Royaume-Uni sous la référence BTM 1006 sur le label BTM Records (British Talent Managers) commercialisé par RCA Records,. Il sort la même année aux États-Unis et au Canada sur le label Sire Records et en Europe, en Turquie, en Israël et en Australie sur le label RCA Victor.
La pochette de l'album, qui représente une miniature persane figurant l'histoire de Shéhérazade et des Mille et Une Nuits, et les photos sont réalisées par Hipgnosis,.
L'album est réédité en CD à partir de 1994 par les labels Repertoire Records, TRC Records, MSI, HTD Records, Arcàngelo, Air Mail Archive, BTM Records, Friday Music, Audio Fidelity et Esoteric Recordings.
Il est également réédité en 2015 en format disque vinyle long play (LP) en Europe par le label Repertoire Records.

## Accueil critique
Le site AllMusic attribue 4,5 étoiles à l'album. Le critique Bruce Eder d'AllMusic souligne que « Cet album était l'opus magnum du groupe aux yeux de nombreux spectateurs et fans, et il est toujours aussi bon, bien que ses défauts soient plus évidents qu'à l'époque. La Chanson de Shéhérazade, qui est en fait une suite pour le groupe soutenu par le London Symphony Orchestra et un chœur, a été créée par le guitariste-compositeur Michael Dunford, qui avait une fascination personnelle pour l'œuvre littéraire médiévale Les Mille et Une Nuits ».

## Titres
Il y a une confusion quant à l'endroit où les sections du Chant de Schéhérazade commencent et se terminent. Cela est dû au fait que Fanfare et The Betrayal semblent ensemble comme une seule section, alors que Festival Preparations a deux parties distinctes (4:00 et 1:11). Cette confusion s’est reflétée dans l'emballage et les étiquettes des copies originales de cet album, ainsi que dans la désignation erronée de Festival Preparations (première partie) en tant que The Young Prince and Princess dans les Tales of 1001 Nights : Compilation Volume 1 de 1990. 
En outre, comme l’ont admis les administrateurs du site officiel du groupe, Northern Lights, il est difficile d’attribuer les crédits de composition exacts aux différentes sections, car les compositeurs ont emprunté des thèmes les uns aux autres. Par exemple, selon les crédits officiels, qui diffèrent légèrement entre les notes de l'album et le site officiel de Renaissance, une phrase mélodique particulière finit par être attribuée à la fois à Michael Dunford (The Sultan) et à John Tout (Fugue for the Sultan) ; la parolière Betty Thatcher n'est pas créditée pour ses paroles sur Finale (qui sont reprises de The Sultan).
Trip to the Fair était à propos du premier rendez-vous d'Annie Haslam avec Roy Wood.

### Face 1
1. Trip to the Fair (Dunford-Thatcher-Tout) - 10:51
2. The Vultures Fly High (Dunford-Thatcher) - 3:04
3. Ocean Gypsy (Dunford-Thatcher) - 7:05

### Face 2
1. Song of Scheherazade (Camp-Dunford-Thatcher-Tout) - 24:39

i) Fanfare - :38 (instrumental)
ii) The Betrayal - 2:05 (instrumental)
iii) The Sultan - 4:45
iv) Love Theme - 2:42 (instrumental)
v) The Young Prince and Princess as told by Scheherazade - 2:29
vi) Festival Preparations -  5:11 (instrumental)
vii) Fugue for the Sultan - 2:10 (instrumental)
viii) The Festival - 2:10
ix) Finale - 2:29

## Musiciens

### Renaissance
Selon les notes du livret inclut avec l'album :
- Annie Haslam : chant, chœurs
- John Tout : piano, orgue, chœurs
- Michael Dunford : guitare acoustique, chœurs
- Jon Camp : basse, pédalier basse, chœurs, chant sur 1c (The Sultan)
- Terence Sullivan : batterie, percussions, chœurs

### Musiciens additionnels
- Tony Cox : Arrangements orchestraux.
- London Symphony Orchestra : orchestrations

## Reprise
En 1997, la chanson Ocean Gypsy est reprise sur l'album Shadow of the Moon du groupe Blackmore's Night.